# Vitus Staudacher
Vitus Staudacher (* 13. November 1850 in Gaimersheim bei Ingolstadt; † 2. Dezember 1925 in Baden-Baden) war ein deutscher Violinist und Landschaftsmaler.

## Kindheit und Jugend
Staudacher wurde als eines von sieben Kindern eines Seilermeisters und einer Trachtennäherin und Hebamme geboren. Schon in der Volksschule zeigte er besondere Fähigkeiten in den Fächern Malerei und Musik, die von dem Pfarrer und Lehrer des Marktes Gaimersheim gefördert wurden. 1867 trat er in ein bayerisches Infanterieregiment ein, wo er sich auf der Violine weiterbilden durfte. 1870/71 kämpfte er im Deutsch-Französischen Krieg in Verdun und erhielt eine Tapferkeitsmedaille. Nach Kriegsende spielte er als Violinist in Hof in Bayern im neugegründeten Theaterorchester.

## Maler in Baden-Baden
1874 zog Staudacher nach Baden-Baden, wo er als „Musikus“ in das neu gegründete Städtische Orchester unter Kapellmeister Miloslaw Koennemann (1826 bis 1890) eingestellt wurde. Staudacher gewann durch diese Tätigkeit eine finanzielle Sicherheit, die es ihm ermöglichte, in seiner Freizeit zu malen und sich in diesem Bereich weiterzubilden. 1877 bis 1882 studierte Staudacher auf Empfehlung seines Freunds Gustav Amberger (1831 bis 1896), Hofmaler des Landgrafen von Hessen, an der Staatlichen Akademie der Bildenden Künste Karlsruhe bei Ernst H. Richard.
1878 heiratete er am 4. März in Karlsruhe Ida Rüttinger aus Freiburg. Aus der Ehe gingen zwei Kinder hervor, die Tochter Antonia (* 8. Dezember 1878), die später selbst zu einer hervorragenden Portraitistin wurde, und der Sohn Hermann (* 1. September 1882).
Ab 1885 wurde Staudacher als Kunstmaler bekannt und stieg in den folgenden Jahren in die erste Reihe der Baden-Badener Künstlerriege auf. Er konnte seine Bilder an wohlhabende Kurgäste aus der Schweiz, den Niederlanden und Amerika verkaufen. Sein umfangreiches Œuvre erfasste vorwiegend die Wälder und Wiesentäler um Baden-Baden, Landschaften und Dörfer des Schwarzwalds vom Bodensee und entlang des Rheins bis Heidelberg. Staudacher und sein Malerfreund Victor Puhonny (1838 bis 1909) malten bereits oft in der freien Natur bei natürlichem Licht. Beide waren in Baden Pioniere der Hellmalerei, die ihren Ursprung in der Schule von Barbizon in den 1820er Jahren findet und im Gegensatz zur Ateliermalerei stand. Staudacher tauschte sich auch intensiv mit der Künstlerkolonie Gutach aus, von der er einige Motive aus Gutach und dem Kinzigtal übernahm.
1903 starb seine erste Frau. Aus seiner, am 11. März 1905 geschlossenen, zweiten Ehe stammte die Tochter Anita (* 27. Mai 1907), die sich später um das künstlerische Erbe ihres Vaters kümmerte. 1911 begab sich Staudacher als Mitglied des Baden-Badener Orchesters in den Ruhestand. Als Kunstmaler wirkte er jedoch weiter und schuf ein Spätwerk von beachtlichem Umfang. Seine Werke waren in Kunstausstellungen in Karlsruhe, Düsseldorf, Freiburg, Kassel, München und Baden-Baden vertreten.
Staudacher verstarb 1925 an einem Schlaganfall und wurde auf dem Baden-Badener Hauptfriedhof beigesetzt. Sein Grab ist bis heute erhalten.

## Werke

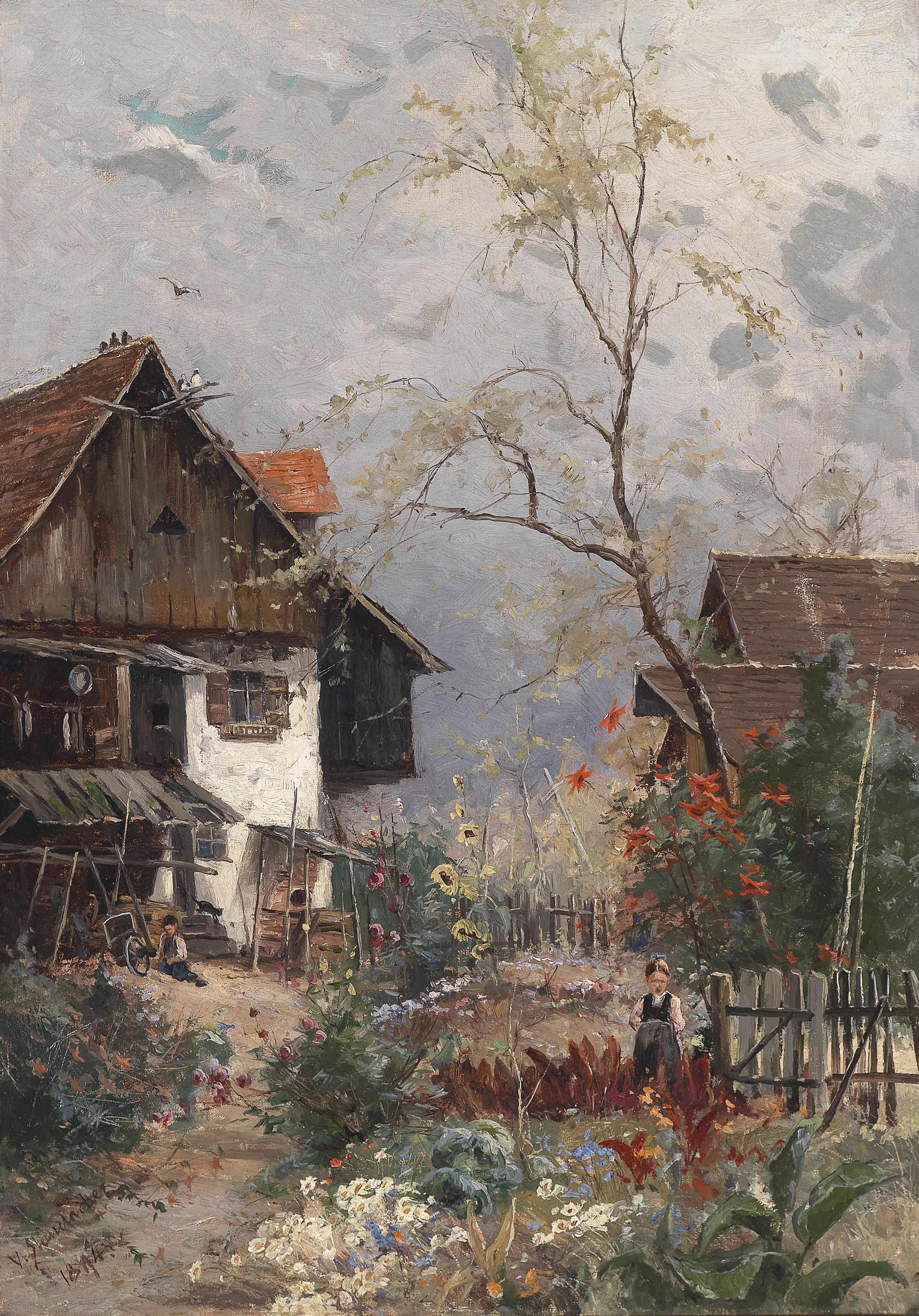
Vitus Staudacher (1894) Sommertag im blühenden Bauerngarten
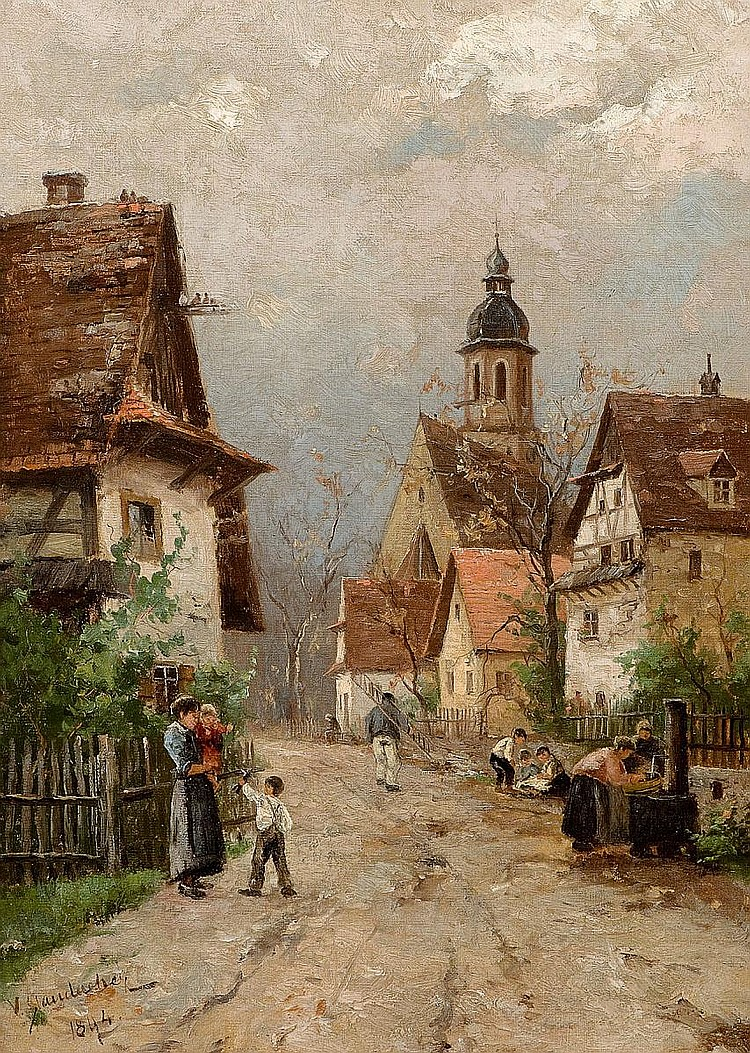
Vitus Staudacher (1894) Straßenszene in Steinmauern bei Rastatt
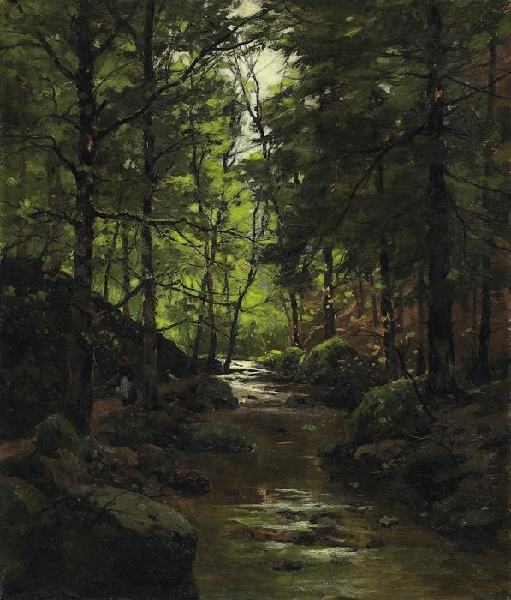
Vitus Staudacher (1902) Der Schwarzwald
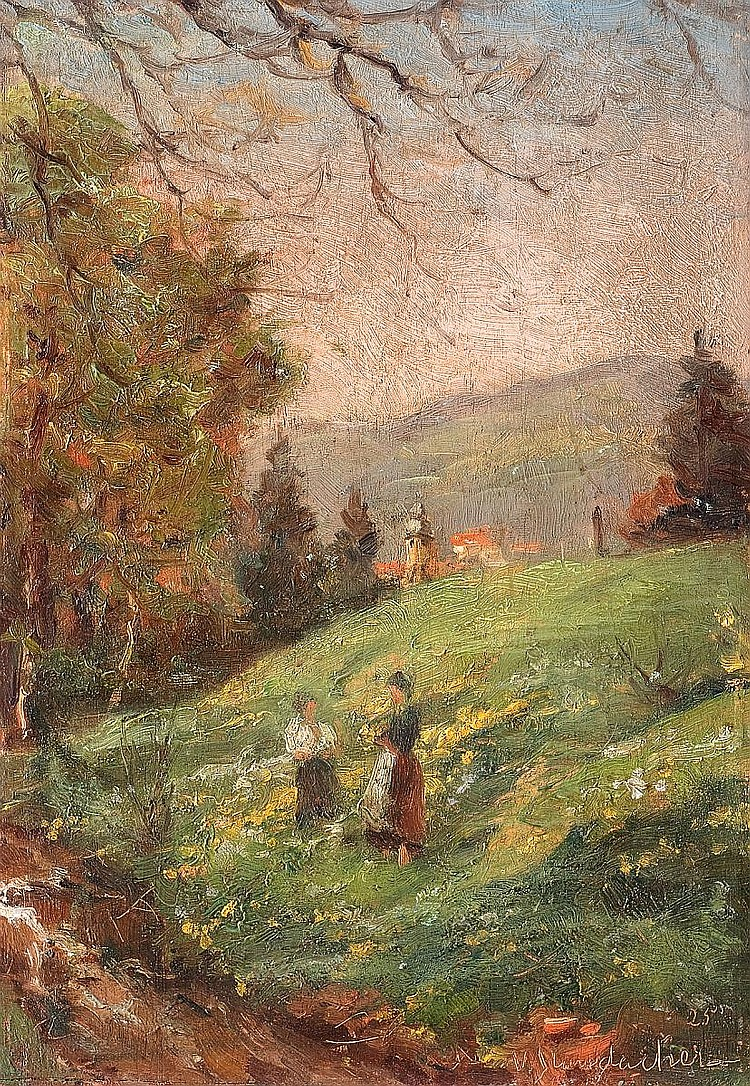
Vitus Staudacher (1925) Beim Rotenbächl

## Neuere Ausstellungen
Ausstellungen von Werken Staudachers fanden u. a. 2011 im Gutacher Krämerhaus, 2013 im Stadtmuseum Baden-Baden und 2014 im Marktmuseum in Gaimersheim statt.